# Le Chinois (film)
Pour les articles homonymes, voir Le Chinois.
Pour plus de détails, voir Fiche technique et Distribution.
Le Chinois (The Big Brawl) est un film américain réalisé par Robert Clouse, sorti en 1980.

## Synopsis
Jerry est un jeune immigré qui protège le restaurant de son père des malfrats dans le Chicago des années 1930. Fort en art martiaux, il est contraint de participer à un tournoi illégal, lorsque des gangsters kidnappent sa future belle-sœur.

## Fiche technique
- Titre français : Le Chinois
- Titre original : The Big Brawl
- Réalisation : Robert Clouse
- Scénario : Robert Clouse
- Musique : Lalo Schifrin
- Photographie : Robert Jesup
- Montage : George Grenville
- Société de production : Warner Bros., Golden Harvest
- Pays de production : États-Unis, Hong Kong
- Genre : comédie, action
- Durée : 95 minutes
- Dates de sortie :
  - États-Unis : 10 septembre 1980
  - Hong Kong : 16 octobre 1980
  - France : 18 février 1981
- Affiches : Macario Gómez Quibus (Espagne), Michel Landi (France)

## Distribution
- Jackie Chan (VF : Dominique Collignon-Maurin) : Jerry Kwan
- José Ferrer (VF : Philippe Dumat) : Dominici
- Kristine De Bell (VF : Jeanine Forney) : Nancy
- Mako (VF : Jacques Thébault) : Herbert
- Ron Max (VF : Jean Roche) : Leggetti
- David Sheiner (VF : Claude Joseph) : Morgan
- Rosalind Chao : Mae
- Lenny Montana (VF : Antoine Marin) : John
- Mary Ellen O'Neill (VF : Lita Recio) : la mère de Dominici
- H.B. Haggerty (VF : Henry Djanik) : Billy Kiss
- Chao-Li Chi (VF : Serge Lhorca) : le père de Jerry Kwan
- Marcus Mukai (VF : Georges Poujouly) : Robert
- Larry Drake (VF : Marc de Georgi) : le premier arbitre
- Helena Humann (VF : Claude Chantal) : la première grosse dame chez Herbert
- Dolly Benjamin (VF : Claude Chantal) : la seconde grosse dame chez Herbert
- Steve Uzzell (VF : Yves Barsacq) : le conseiller de Dominic
- Gene Rader (VF : William Sabatier) : le second arbitre
- Big John Hamilton (VF : William Sabatier) : le premier organisateur des bagarres
- John Martin (VF : Jean Violette) : le chauffeur de taxi
- Gary Delaune (VF : Jean Berger) : Jimmy Watkins, l'envoyé spécial de la radio
- Hart Sprager (VF : Michel Bardinet) : le premier reporter
- Craig Huston (VF : Patrick Poivey) : le second reporter

## Accueil

### Box-office
- États-Unis : 8 527 743 $ US[1]
- Hong Kong : 5 776 530 $ HK[2]
- France : 1 510 009 entrées[1]